# François-Frédéric de Sturmfeder
Franz Friedrich von Sturmfeder (né le 11 décembre 1758 à Mannheim, mort le 26 février 1828 à Augsbourg) est un ecclésiastique catholique allemand. De 1812 à 1818 et de 1819 à 1821, il est vicaire général et administrateur diocésain du diocèse d'Augsbourg.

## Biographie
Franz Friedrich est issu de la famille noble de Sturmfeder von Oppenweiler (de) et est le fils de Franz Georg Ernst von Sturmfeder (de).
Avec son frère Karl Theodor, il grandit dans le château familial (de) à Dirmstein. Le prêtre et mathématicien Johann Jakob Hemmer (de) est leur percepteur, il fut présenté par le prêtre de Dirmstein Johann Stertzner, le mentor de Hemmer.
François-Frédéric de Sturmfeder est clerc dans le diocèse d'Augsbourg et y est ordonné prêtre le 24 novembre 1793.
À l'automne 1812, après la mort de l'évêque Clément Wenceslas de Saxe, un vicariat général est créé sous sa direction pour les parties de la principauté épiscopale d'Augsbourg passées dans le royaume de Bavière. Après la nouvelle division des districts ecclésiastiques en 1818, François-Charles-Joseph de Hohenlohe-Waldenbourg-Schillingsfürst est élu évêque d'Augsbourg, mais meurt en 1819. Sturmfeder reprend la fonction de vicaire général jusqu'à ce que l'évêque Joseph-Marie de Fraunberg prenne ses fonctions.
François-Frédéric de Sturmfeder, en tant que doyen de la cathédrale et vicaire général d'Augsbourg, baptise la princesse Mathilde de Bavière, fille du roi Louis Ier de Bavière, le 31 août 1813. Selon une gravure des armoiries de Franz Xaver Jungwirth, Sturmfeder détient la dignité de commandant et de doyen spirituel de l'ordre chevaleresque bavarois de Saint-Georges.
Sa nièce Louise Sturmfeder von Oppenweiler (1789-1866) est la gouvernante de l'empereur François-Joseph d'Autriche et de son frère l'empereur Maximilien du Mexique.